# Syren De Mer
Syren De Mer (Bellingham, 24 giugno 1969) è un'attrice pornografica statunitense.
Considerata come una delle principali attrici del genere MILF, è conosciuta anche come The Queen of Milfs.

## Biografia
Nata a Bellingham, nello Stato di Washington, si trasferì con la famiglia a Yakima, dove è cresciuta. Dopo aver ottenuto il diploma superiore visse a Seattle, dove ottenne una laurea in fotografia frequentando il Seattle Art Institute.
Nel 1994 incontrò Andre Darque, che divenne poi suo marito e che l'introdusse al genere BDSM ed alle gang bang; frequentò assiduamente la comunità scambista locale, ottenendo una buona reputazione nelle zone del Pacifico nord-occidentale.
Ha lavorato come modella per fotografi di genere per adulti e non rimanendo indipendente per circa un anno. Nel 2005 inviò un suo portfolio di foto a Playboy che però la rifiutò; gli scatti furono visionati dal produttore Seymore Butts, che le propose di lavorare come attrice pornografica per la sua agenzia, proposta che accettò.
Contemporaneamente lavorava nel settore professionale nelle vendite al dettaglio; fu tuttavia licenziata non appena i suoi capi vennero a conoscenza della sua carriera nel settore per adulti. Inizialmente prese parte a produzioni col nome d'arte Syren, ispirato alla mitologia greca e che ha dichiarato rappresentare la sua spontaneità e la sua sessualità; nel 2006 decise poi di aggiungere un cognome allo pseudonimo e le sembrò naturale scegliere De Mer.
Nel 2007 girò la sua prima scena di sesso anale in Mommy Dear Ass 1. Nel 2008 prese poi parte a 3 Interracial Gang Bangs and a Cuckold, in cui è filmata mentre si esibisce per la prima volta in doppia penetrazione. Nel 2009 si sottopose ad un intervento di aumento del seno.
Nel 2012 fu scritturata dalla casa di produzione Kink per Sexy MILF Fantasizes about Being Taken Down by Students & Gangbanged, pellicola contenente la sua prima gang bang professionalmente filmata. Nel 2017, in Legal Porno SZ1906, comparve poi la sua prima scena in tripla penetrazione.
Come attrice pornografica, al 2021, ha preso parte a più di 500 produzioni di note case tra cui Brazzers, Girlfriends Films, Kink, Legal Porno e Naughty America e Sweetheart Video.

## Vita privata
Madre di due figli, vive tra Seattle e Los Angeles; ha diversi tatuaggi in varie parti del corpo (polso destro, retro del collo, una sirena sulla coscia destra, una farfalla sulla parte bassa della schiena e uno sul polpaccio sinistro) e due piercing (uno alla narice destra, ma non compare in tutte le pellicole che ha girato come attrice pornografica, ed uno all'ombelico).
Appassionata di auto, che personalizza e modifica, fa anche parte di alcuni club automobilistici con sede a Washington.

## Riconoscimenti
- XBIZ Award
  - 2017 – Best Sex Scene - All Girl per Road Queen 35 con Deauxma[8]

- Spankbank Awards
  - 2020 – Vincitrice per Like A Fine Wine of Filth[9]